# Melilla Airlines
Melilla Airlines war eine spanische virtuelle Fluggesellschaft mit Sitz in der spanischen Exklave Melilla. Ihr Flugbetrieb wurde von Aeronova durchgeführt.

## Flugziele
Melilla Airlines verband unter der Woche die Exklave mit Málaga. Im Februar 2015 beendete Aeronova wegen Streitigkeiten ihre Zusammenarbeit mit dem Unternehmen, wodurch der Betrieb eingestellt werden musste. Die Gesellschaft plante im Folgemonat eine ATR 72 von der dänischen Danish Air Transport im Wetlease zu mieten und diese auf Flügen von Melilla nach Almería und Madrid einzusetzen. Der Leasingvertrag kam aber nicht zustande.

## Flotte
Mit Stand Februar 2015 bestand die Flotte aus einer ATR 42-300, betrieben durch Aeronova.